# Каменовка (река)
Каменовка — река в России, протекает по Виноградовскому району Архангельской области.
Исток — Каменные озёра (Круглое, Большое Каменное, Островистое, Печны-Сосновое). Река впадает в озеро Пилтозеро, из которого вытекает река Усолка (приток Северной Двины). Левый приток — река Васьковка. Длина реки составляет 12 км. Площадь водосбора — более 52 км². Через реку Васьковка соединяется с озёрами Долгое и Великое.

## Данные водного реестра
По данным государственного водного реестра России относится к Двинско-Печорскому бассейновому округу, водохозяйственный участок реки — Северная Двина от впадения реки Вага и до устья, без реки Пинега, речной подбассейн реки — Северная Двина ниже места слияния Вычегды и Малой Северной Двины. Речной бассейн реки — Северная Двина.
Код объекта в государственном водном реестре — 03020300412103000033119.